# Camptochaete
Camptochaete là một chi rêu trong họ Lembophyllaceae.